# Estación Reserva
Reserva es una estación ferroviaria del Ferrocarril General Roca de la Red ferroviaria argentina, ubicada en la localidad de Reserva, en el ramal que une las estaciones de Estación Constitución y Bahía Blanca vía Pringles.

## Servicios
Es una estación del ramal perteneciente al Ferrocarril General Roca. Desde junio de 2016 no presta servicios de pasajeros.
Por sus vías corren trenes de carga de la empresa Ferrosur Roca.

## Infraestructura y andenes
Posee dos andenes, estos se encuentran sin servicio de pasajeros. Esta estación, en general, se encuentra en pésimo estado. Los andenes, están cubiertos por malezas y yuyos. Los nomencladores, se mantienen en su estado original, pero en un estado muy deplorable al igual que el edificio y mobiliario de la misma. Sin embargo las vías de esta estación se encuentran en buen estado de conservación y de limpieza general.